# Les Planes (L'Hospitalet de Llobregat)
Les Planes è un quartiere di L'Hospitalet de Llobregat.
Il quartiere, che si creò in seguito alla flusso migratorio degli anni sessanta, è noto per le sue attività commerciali e i bar di tapas intorno al tradizionale mercado de los Pajaritos. 
La plaza Ibiza costituisce un importante spazio d'incontro per il quartiere e il parco metropolitano di Les Planes è il più grande della città. Proprio dietro quest'area verde si estende il nucleo urbano di Les Planes, ormai integrato all'interno dello stesso quartiere, anche se mantiene alcune differenze di carattere amministrativo.